# NGC 6027
NGC 6027 est galaxie lenticulaire située dans la constellation du Serpent. Sa vitesse par rapport au fond diffus cosmologique est de 4 486 ± 7 km/s, ce qui correspond à une distance de Hubble de 66,2 ± 4,6 Mpc (∼216 millions d'al). NGC 6027 a été découverte par l'astronome français Édouard Stephan en 1882.

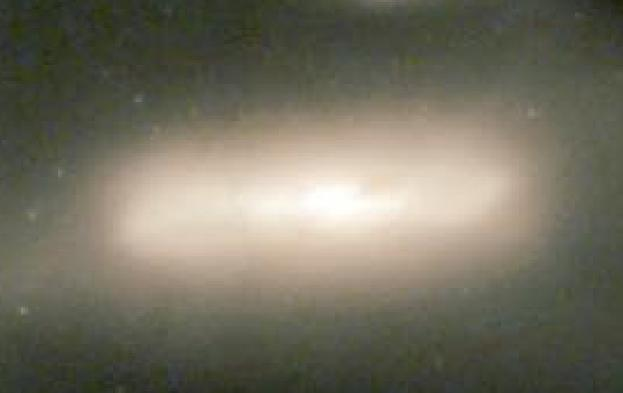
NGC 6027 par le télescope spatial Hubble.

NGC 6027 est un membre du superamas d'Hercule.

## Identification de NGC 6027: tout un méli-mélo
En réalité, NGC 6027 est un groupe compact de six galaxies connu sous le nom de Sextette de Seyfert ou encore sous le nom de groupe compact de Hickson 79, bien que ce dernier ne compte que cinq galaxies dans l'article original de Paul Hickson, HCG 79F ayant été ajouté plus tard par d'autres sources. Selon ce qu'a écrit l'auteur du New General Catalogue, John Dreyer, au sujet de l'observation de Stephan, NGC 6027 est extrêmement pâle et situé près d'étoiles très pâles. Évidemment, Stephan ne pouvait pas voir les composants individuels de ce groupe, mais seulement la lumière globale de l'ensemble.
Des cinq galaxies du groupe de Hickson 79, celle qui semble la plus brillante est celle qui est située le plus au nord, soit HCG 79B. C'est sans doute pour cette raison qu'elle est souvent identifiée à NGC 6027. Mais, les versions quant aux désignations des six galaxies du Sextette de Seyfert varient considérablement d'un auteur à l'autre, tellement qu'il est plus simple de décrire les différentes versions en image.

### Galerie

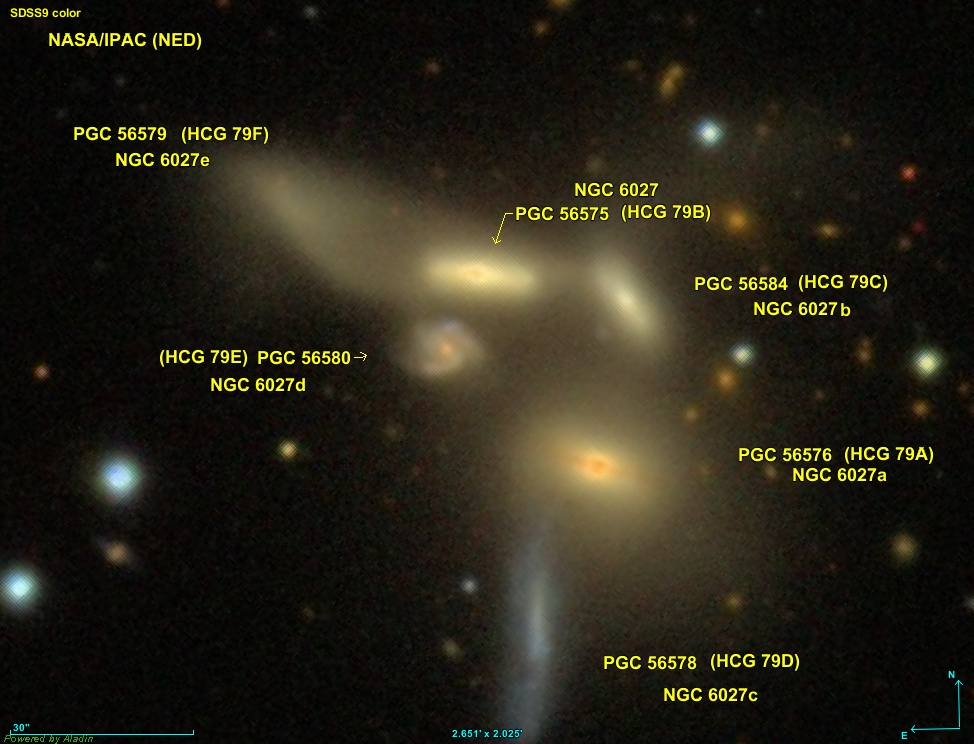
Le Sextette de Seyfert selon la base de données NASA/IPAC. L'encadré à droite utilise cette version pour NGC 6027.
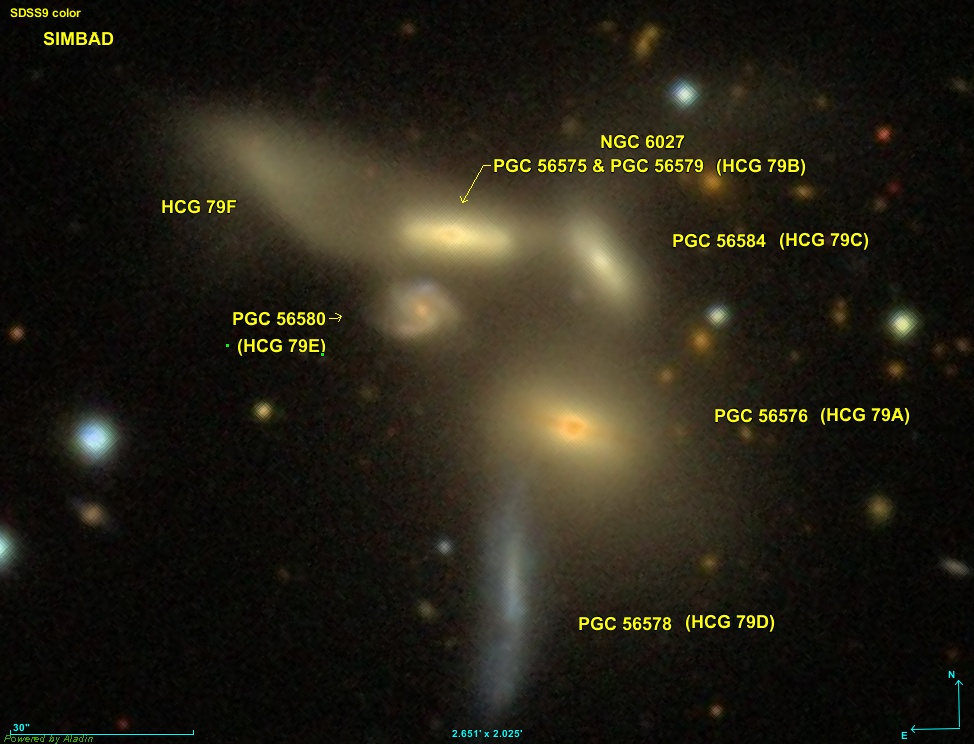
La version de la base de données Simbad.
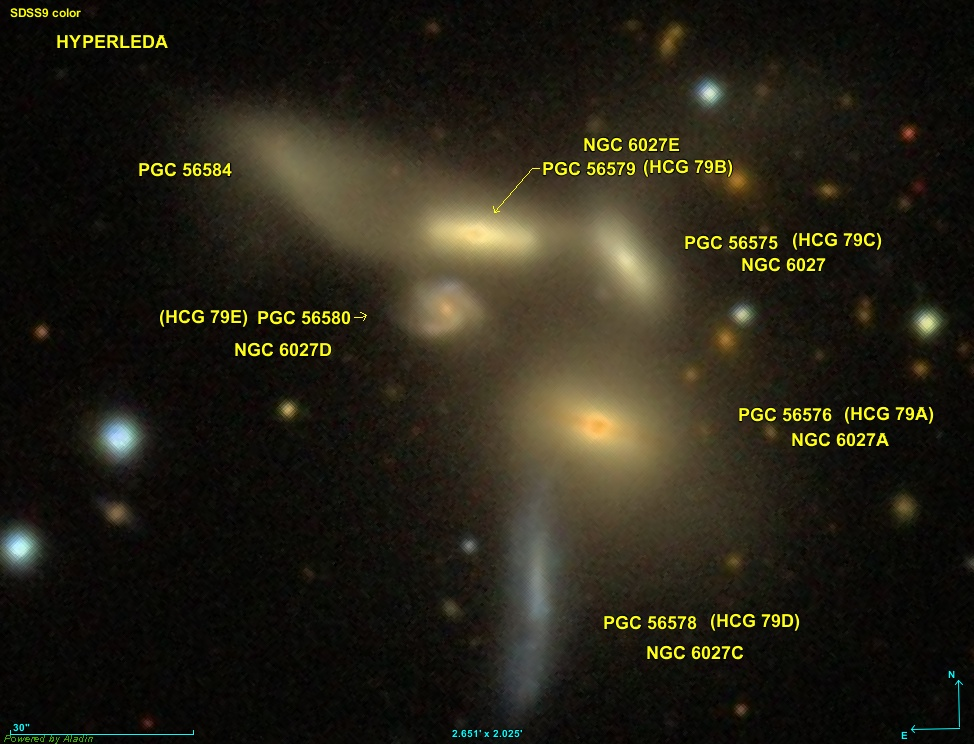
La version de la base de données HyperLeda.
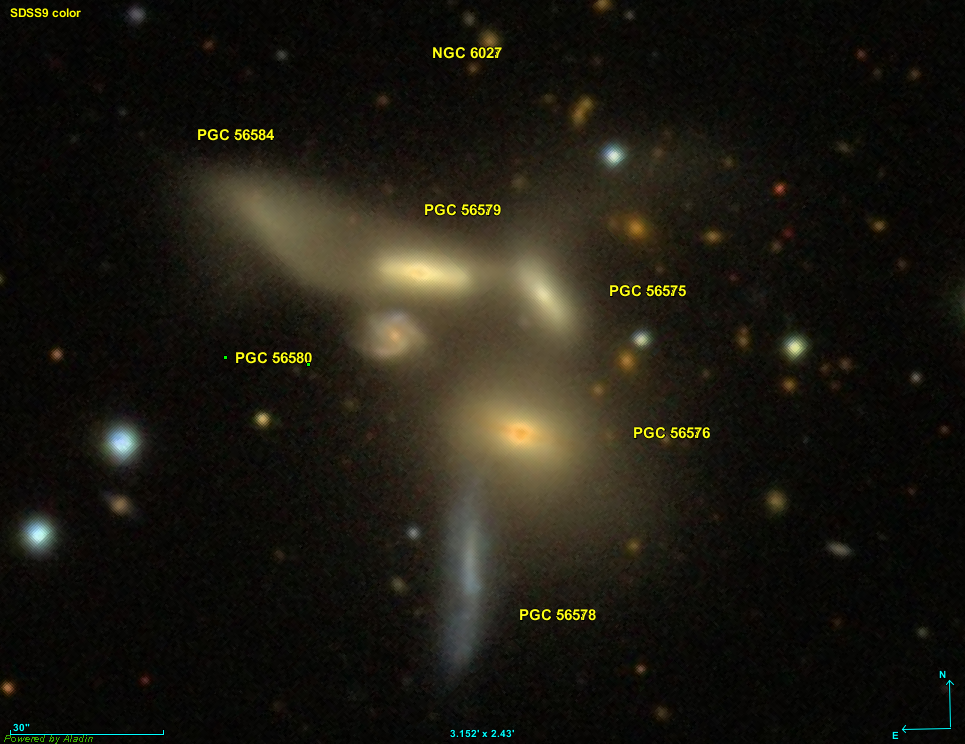
Position des galaxies PGC selon le professeur Seligman

## Le Sextette de Seyfert
Le groupe de Hickson 79 auquel se joint la galaxie la plus au nord-ouest (NGC 6027e) découverte par Carl Keenan Seyfert en 1951 forme le Sextette de Seyfert. L'aspect diffus de cette galaxie indique que son halo est fortement affecté par les effets de marée galactique résultant de l'interaction avec les galaxies voisines. Une queue de marée se détache d'ailleurs nettement de cette galaxie. C'est ce qui a permis d'identifier cette galaxie comme un objet distinct.

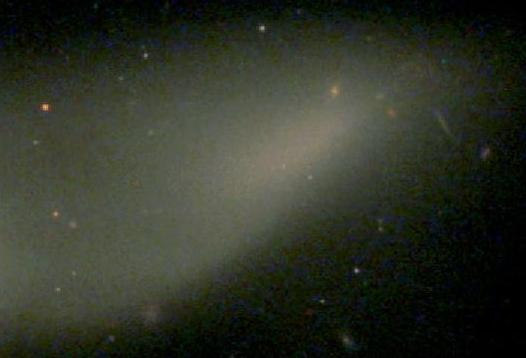
NGC 6027e par télescope spatial Hubble.

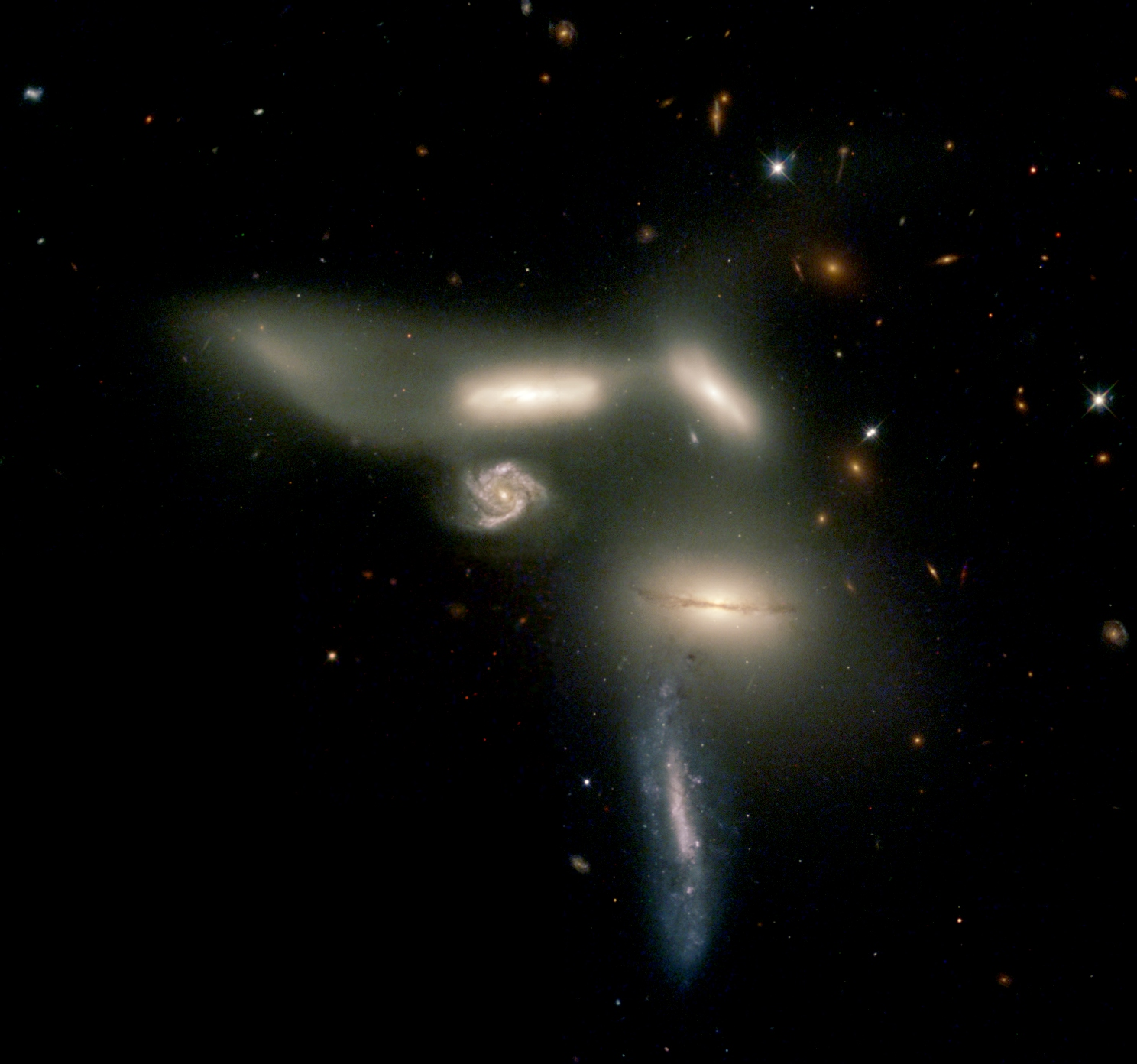
Le Sextette de Seyfert par le télescope spatial Hubble.

## Supernova
La supernova 1998fe a été découverte dans NGC 6027D (il s'agit de PGC 56580, la galaxie très lointaine du Sextette de Seyfert) le 19 juillet 1998 par W. D. Li dans le cadre du programme conjoint LOSS/KAIT (Lick Observatory Supernova Search de l'observatoire Lick et The Katzman Automatic Imaging Telescope de l'université de Californie à Berkeley. Le type de cette supernova n'a pas été déterminé.